# Nico van Nieuwenhuysen
Nicolaas (Nico) van Nieuwenhuysen (Utrecht, 14 november 1889 - Johannesburg, 2 juli 1967) was een Nederlandse chirurg. Hij geniet vooral bekendheid vanwege zijn rol als kamparts in Kamp Amersfoort.

## Levensloop
Van Nieuwenhuysen werd geboren als tweede zoon van Johannes Cornelis Nieuwenhuijsen (1859-1937) en Sophia de Haan (1857-1923). Later zou Van Nieuwenhuysen het "van" aan zijn eigen achternaam toevoegen. Hij had twee jongere zusjes, waarvan een slechts een half jaar leefde. Van Nieuwenhuysen bezocht de Hbs en ging daarna medicijnen studeren aan de Universiteit van Utrecht. Na het behalen van zijn artsexamen koos hij voor de specialisatie in de chirurgie, waarvoor hij naar Berlijn trok. Een van zijn leraren was de beroemde August Bier. Op het moment dat Van Nieuwenhuysen in Duitsland werkte was de Eerste Wereldoorlog gaande. Hij deed als arts ervaring op aan het Westfront. 
Na zijn terugkeer uit Duitsland vestigde Van Nieuwenhuysen zich als chirurg in Amersfoort. Hij combineerde aanvankelijk zijn functie met die van uroloog en vrouwenarts en deed af en toe operaties in het Rooms-katholieke Sint Elisabeth Ziekenhuis in Amersfoort. In 1930 kwam er een protestants ziekenhuis onder de naam De Lichtenberg. Van Nieuwenhuysen kwam in dienst van het nieuwe ziekenhuis en het eerste jaar was hij waarnemend directeur. Van 1923 tot 1935 was Van Nieuwenhuysen tevens lid van Amersfoortse gemeenteraad namens de CHU.
Na de Duitse inval in Nederland in mei 1940 werd Van Nieuwenhuysen door de Nederlandse politie in hechtenis genomen, omdat hij lid zou zijn van de NSB. Dat was niet het geval, hoewel hij zeker vatbaar was voor het nationaalsocialistische gedachtegoed en rond de jaarwisseling van 1940 op 1941 alsnog toetrad tot de NSB. De arrestatie kostte Van Nieuwenhuysen zijn goede naam en daardoor veel klandizie. Wellicht was hij daardoor vatbaar op toe te happen toen de Sicherheitsdienst hem in september 1941 benaderde om kamparts te worden in het nieuw geopende Kamp Amersfoort. 
Van Nieuwenhuysen vervulde die functie maar een half jaar, maar bouwde in die tijd wel een reputatie om als een arts die zich weinig druk maakte op zijn patiënten. Gevangenen die vanwege de honger niet konden werken omschreef hij als "simulanten" en herkende niet of negeerde de massale hongeroedeem onder de gevangenen. Hij gaf foute doodoorzaken op en deed zeker voor Joodse gevangenen helemaal niets. 
In maart 1942 meldde van Nieuwenhuysen zich aan bij de Nederlandse Ambulance, dat onderdeel was van het Vrijwilligerslegioen Nederland, dat weer onderdeel was van de Waffen-SS. Hij kreeg daar de rang van Hauptsturmführer. De Nederlandse Ambulance was een medische eenheid die bestond uit Nederlandse vrijwilligers die gewonden verzorgden aan het Oostfront. Van Nieuwenhuysen was onder andere gelegerd in Kiev en Hammerstein.
Aan het einde van de oorlog werd hij door de Amerikanen gearresteerd in Gadenbuch. In februari 1946 werd hij uitgeleverd aan Nederland en kwam in de strafgevangenis in Scheveningen terecht. In mei 1949 werd Van Nieuwenhuysen door het Bijzonder gerechtshof in Amsterdam veroordeeld tot een gevangenisstraf van twintig jaar en mocht "in de breedste zin van het woord" het beroep van arts niet meer uitoefenen. Zijn vrouw en drie zonen werden na hun terugkeer in Nederland ook gevangengezet en brachten allen een tot twee jaar door in verschillende gevangenenkampen. De zonen werd onder andere kwalijk genomen dat ze lid waren geweest van de Nationale Jeugdstorm.
Van Nieuwenhuysens' straf kreeg twee jaar strafvermindering. Na het uitzitten van twee derde van zijn straf kwam hij in 1957 voorwaardelijk vrij en vestigde zich in Utrecht. Zijn vrouw overleed in 1952. Van Nieuwenhuysen leefde nog tien jaar. Hij overleed tijdens een bezoek aan zijn zoon Maurits in Johannesburg.

## Persoonlijk
Van Nieuwenhuysen was getrouwd met Catherine Houck, roepnaam Cateau (1890-1952), met wie hij drie zonen kreeg.